# آرماندو مارتینس (بوکسور)
آرماندو مارتینس (انگلیسی: Armando Martínez؛ زادهٔ ۲۹ اوت ۱۹۶۱) بوکسور اهل کوبا بود.
از افتخارات وی میتوان به کسب مدال در بازی‌های المپیک تابستانی ۱۹۸۰ اشاره کرد.